# 자갈치시장
자갈치시장은 부산광역시의 대표적인 어시장이다. 남포동 남항의 바닷가에 있다. 인근에 부산 도시철도 1호선의 자갈치역과 남포역이 있다.

## 역사

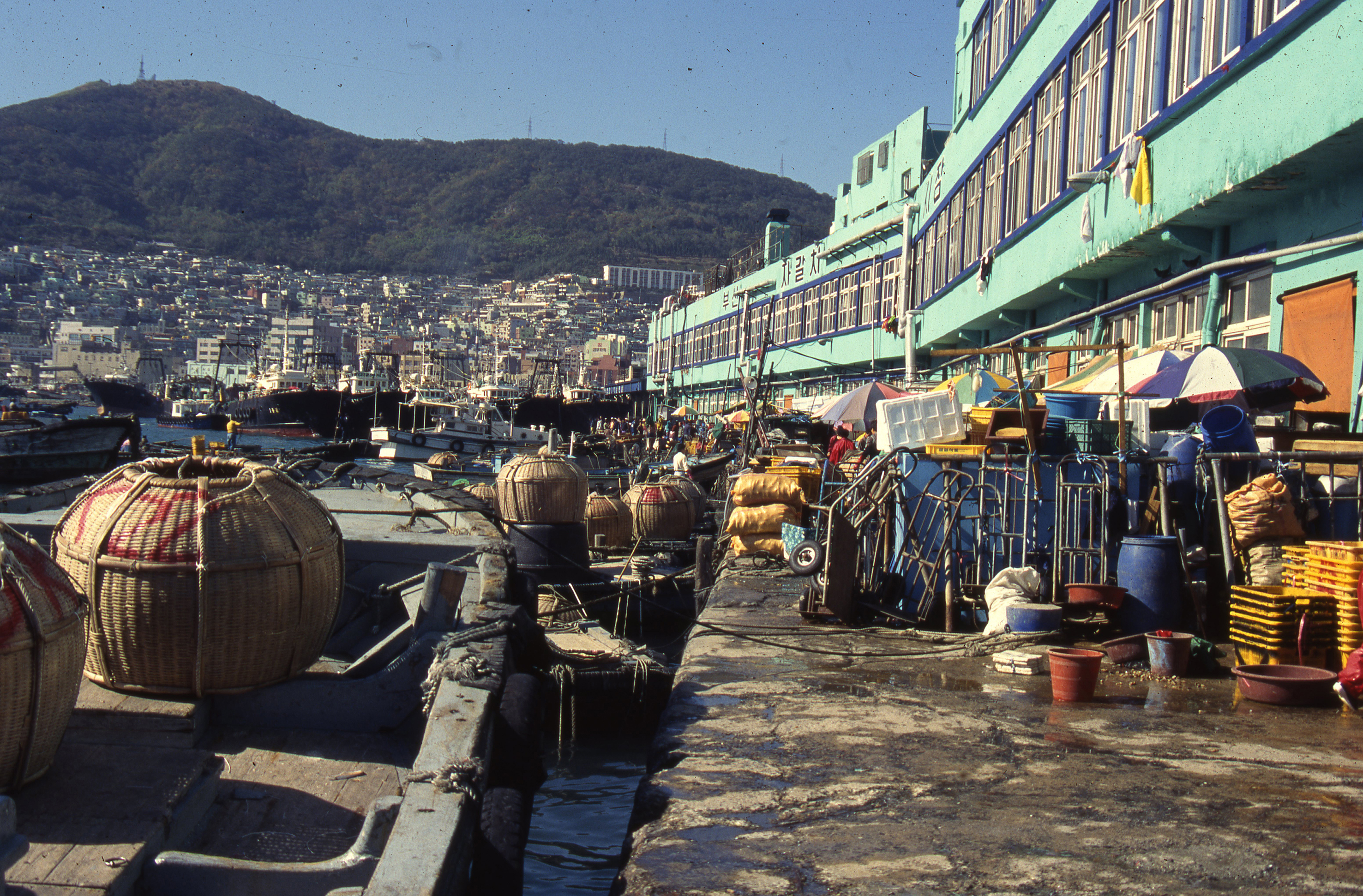
자갈치시장 수변 (1995년)

1945년 광복 후에 시장이 형성되었고, 당시에는 남포동 시장이라고 불렸다. 자갈치 시장의 이름의 유래는 한국 전쟁 이후 자갈밭에 있었던 시장이기에 자갈밭과 곳, 장소를 나타내는 처(處)가 경상도 사투리로 발음하게 되어 치가 되어 자갈치가 되었다는 설이 있다.
1950년대에는 1953년 부산역전 대화재와 국제시장 화재 등의 유독 화재사건이 잦았기에, 꼼장어구이집, 생선구이집 등의 화기를 사용하는 식당을 자갈치시장으로 이전시켰다. 당시 자갈치시장 뒷골목은 작부집이 즐비한 골목으로 유명했으나 1980년대 수산업 경기 침체와 함께 쇠락하였고, 그 자리에 양곱창집이 여럿 들어서면서 양곱창집 골목을 형성하였다. 양곱창 골목은 조업을 끝내고 돌아온 선원들과 인근의 시청, 법원 등 관공서 공무원들을 대상으로 성업을 이루었으며, 오늘날에도 자갈치시장은 세 블록에 걸쳐 양곱창집 300여 점포가 밀집해 있어 국내 최대 규모를 자랑한다.
지금의 복층 건물은 2006년 '자갈치 현대화 시장 건립 사업'의 일환으로 완공된 것이다. 2023년에는 도색과 바닥 교체 등 보수공사를 거쳐 새단장을 마쳤다.

## 건물 구조
시장의 건물 구조는 1번 날개 : 도약 - (갈매기가) 육지로부터의 도약 / 2번 날개 : 비산 - (도약한 갈매기가) 하늘로의 비상 / 3번 날개 : 활공 - (비상한 갈매기가) 푸른 하늘에서의 활공이라는 의미를 가지며 시민들의 넓은 휴식 공간의 친수공간은 바다로의 열림, 도시로의 개방을 형상화하여 시공되었다. 또한 벽면은 전체를 유리로 시공하여 투명성을 강조했다. 이로 인해 해양도시 부산의 위상에 걸맞은 국제적 수산시장으로의 재탄생, 지역상권 활성화 및 부산의 상징적 랜드마크로 자리 매김하여 세계 제일 어패류 종합시장으로 국제관광 명소화의 기대 효과를 가지는 상징적인 건물이다. 또한 멋진 경관 조명 연출 및 문화 행사 개최로 시민들이 보다 친숙하게 접근할 수 있는 공간이다.

### 시설 현황
- 지하 1층 ~ 2층 : 주차장
- 지상 1층 : 수산물 시장
- 지상 2층 : 회센터
- 지상 3층 : 노래방, 전시실 등
- 지상 4층 : 자갈치시장 사업소, 남항관리사업소, 부산청년센터
- 지상 5층 ~ 6층
- 지상 7층 : 소상공인지원센터, 자갈치 전망대

## 갤러리

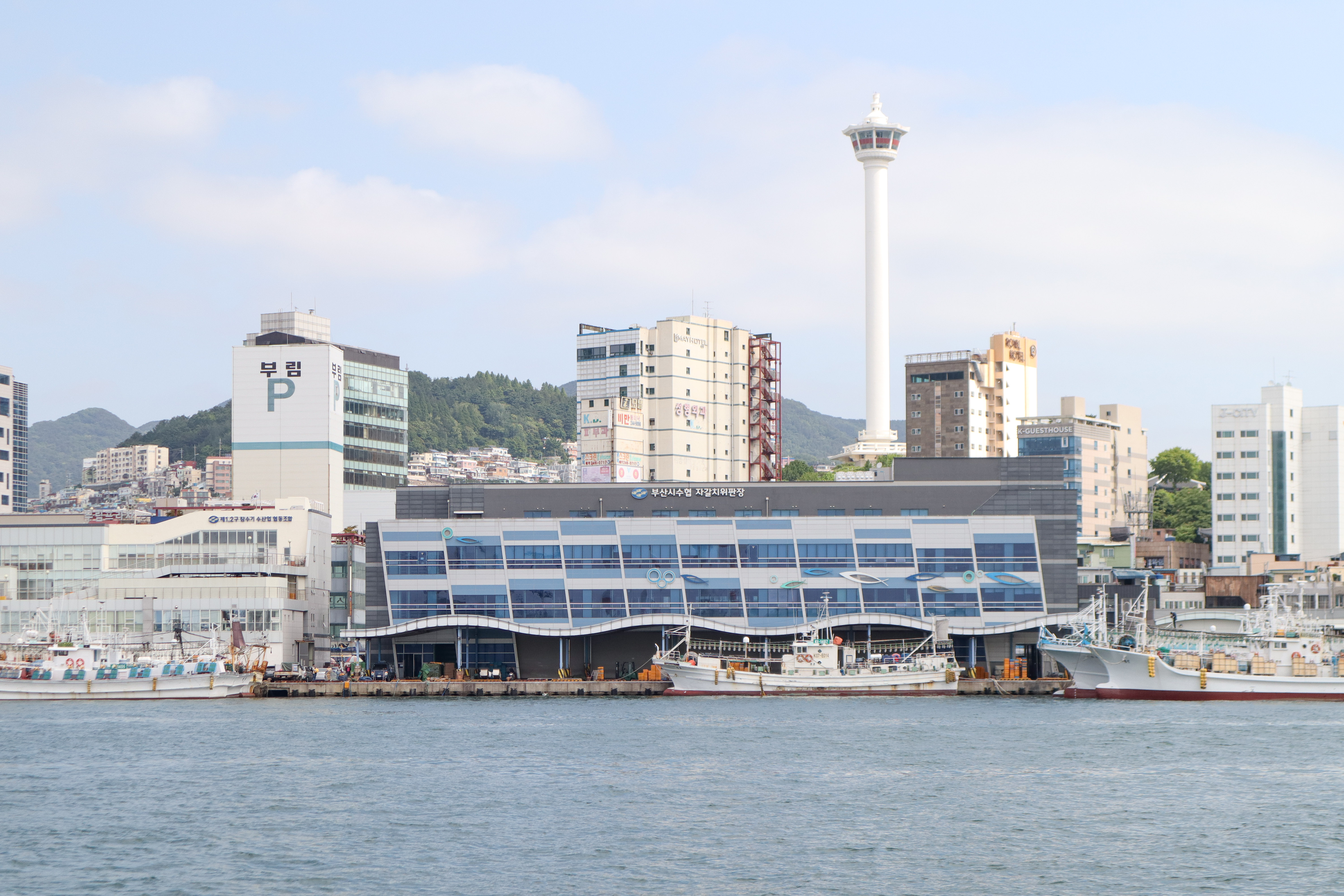
자갈치시장 수협
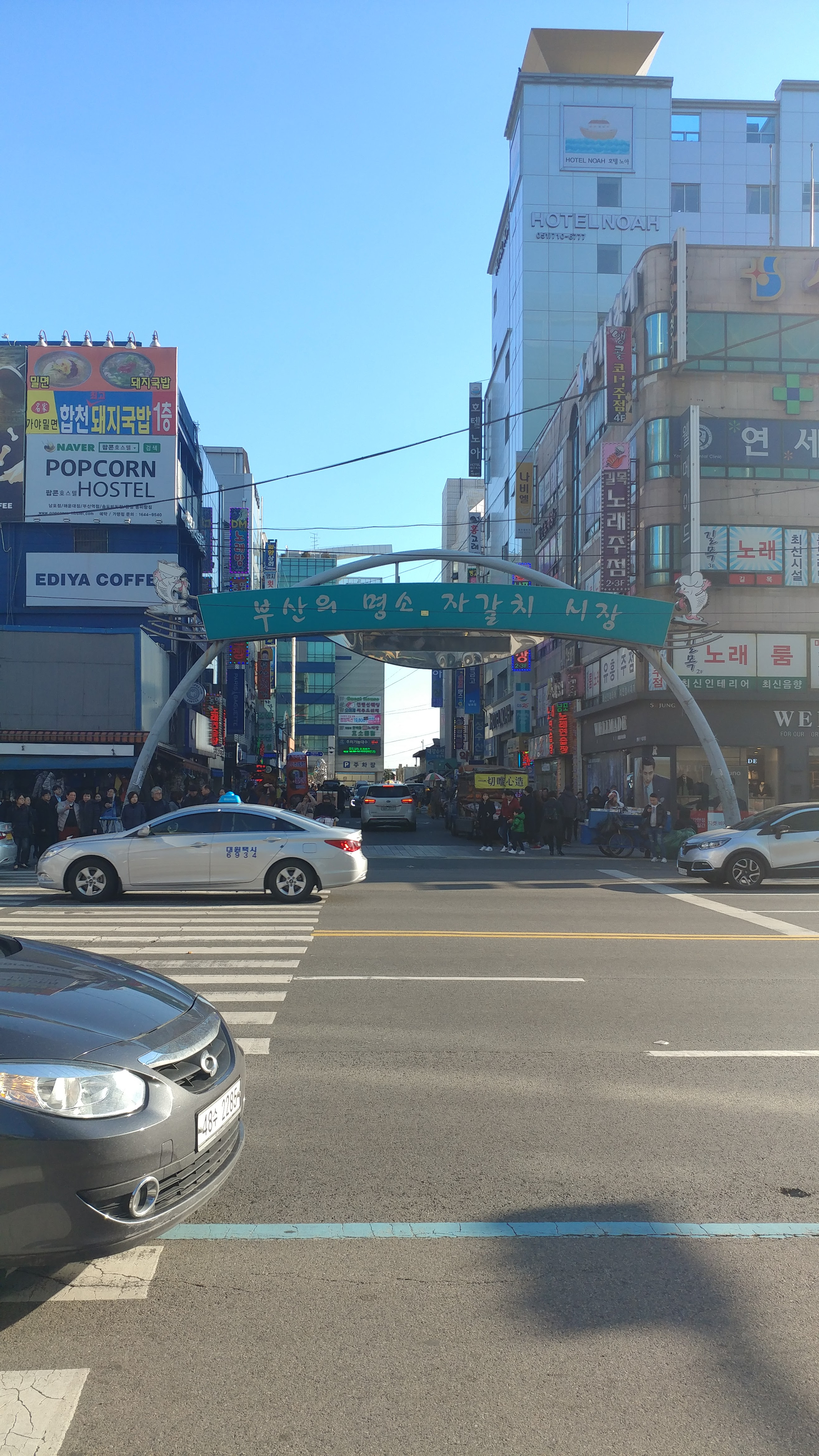
자갈치시장 입구
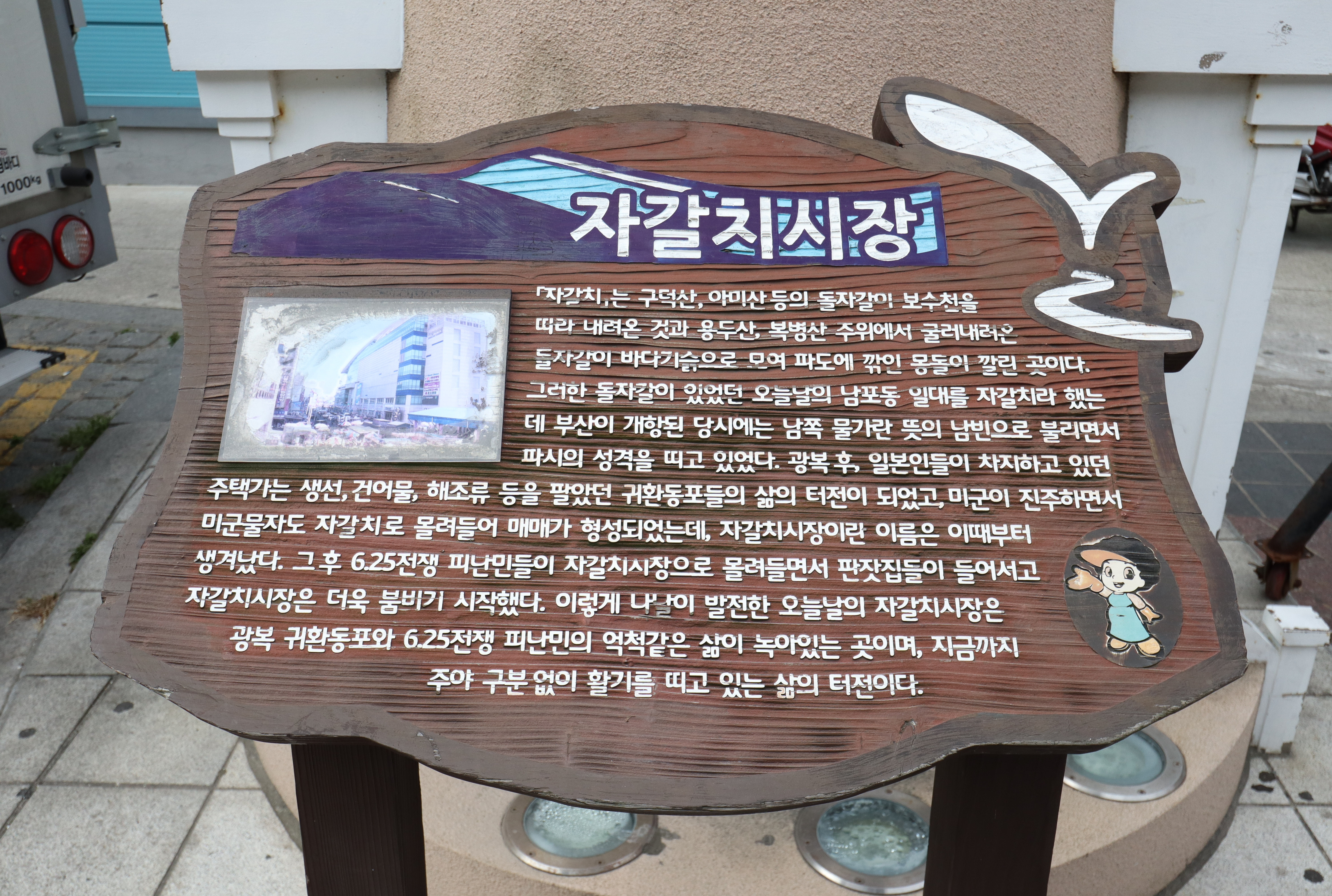
자갈치시장 안내문
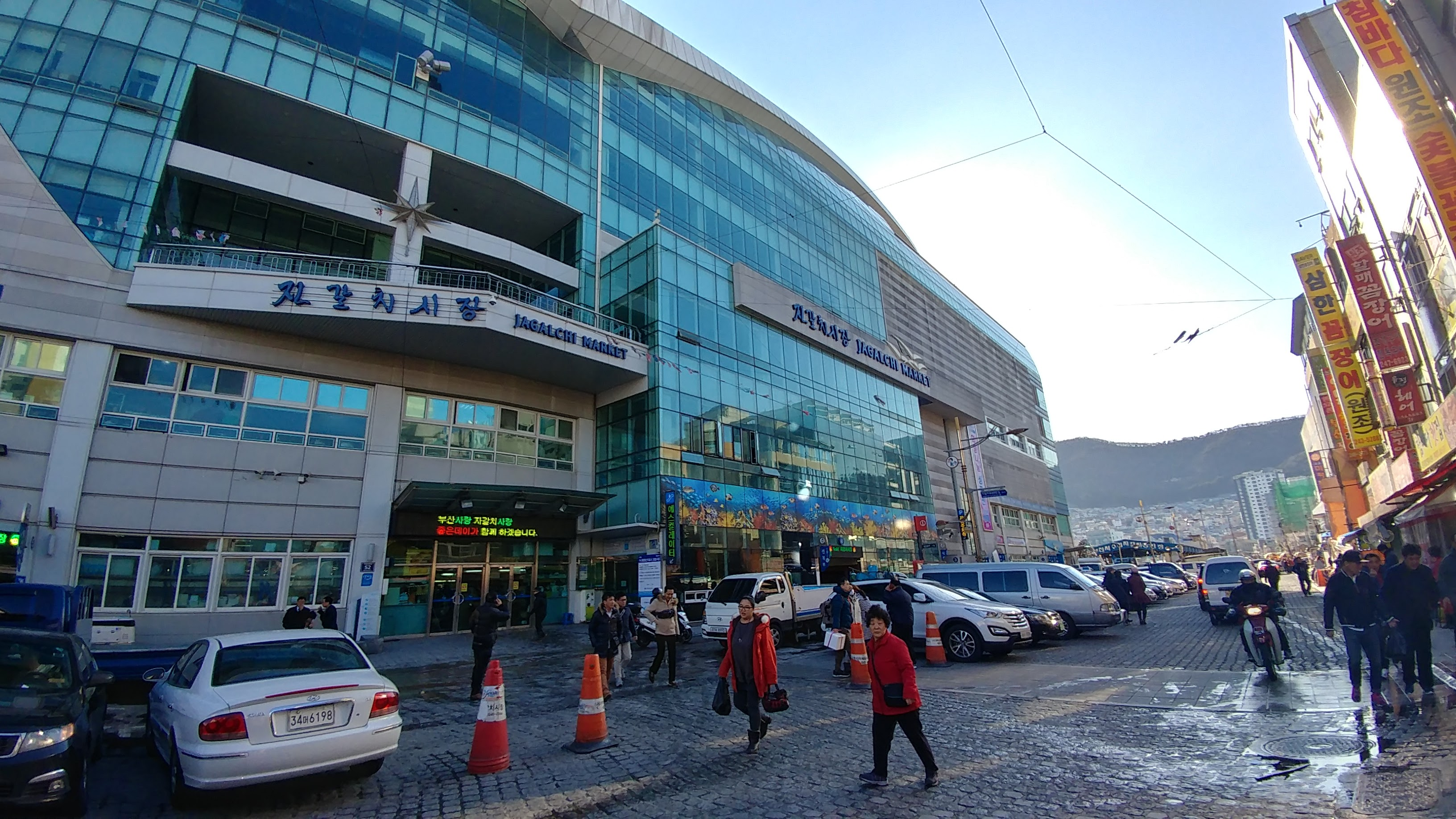
자갈치시장 수협
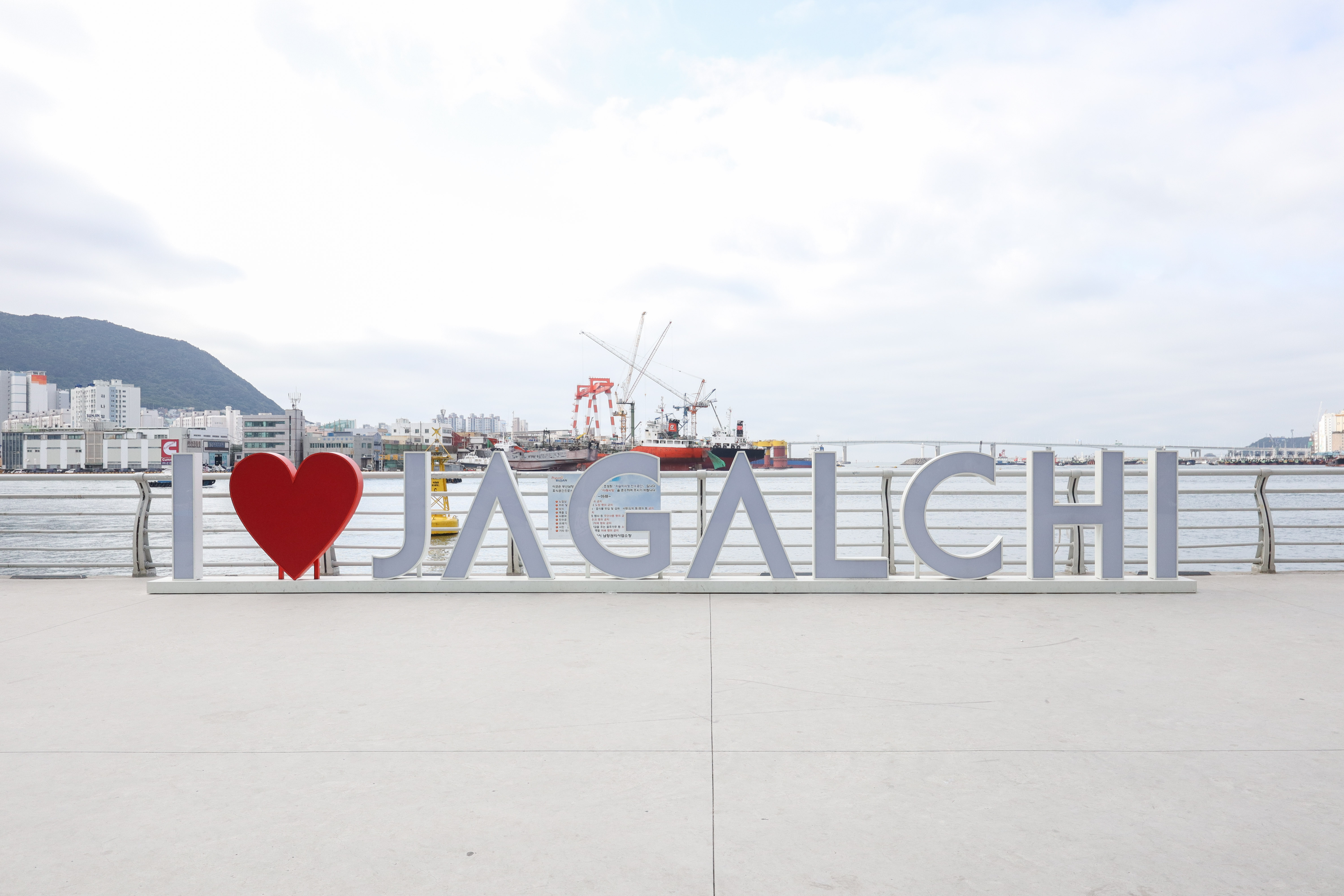
자갈치시장 포토존
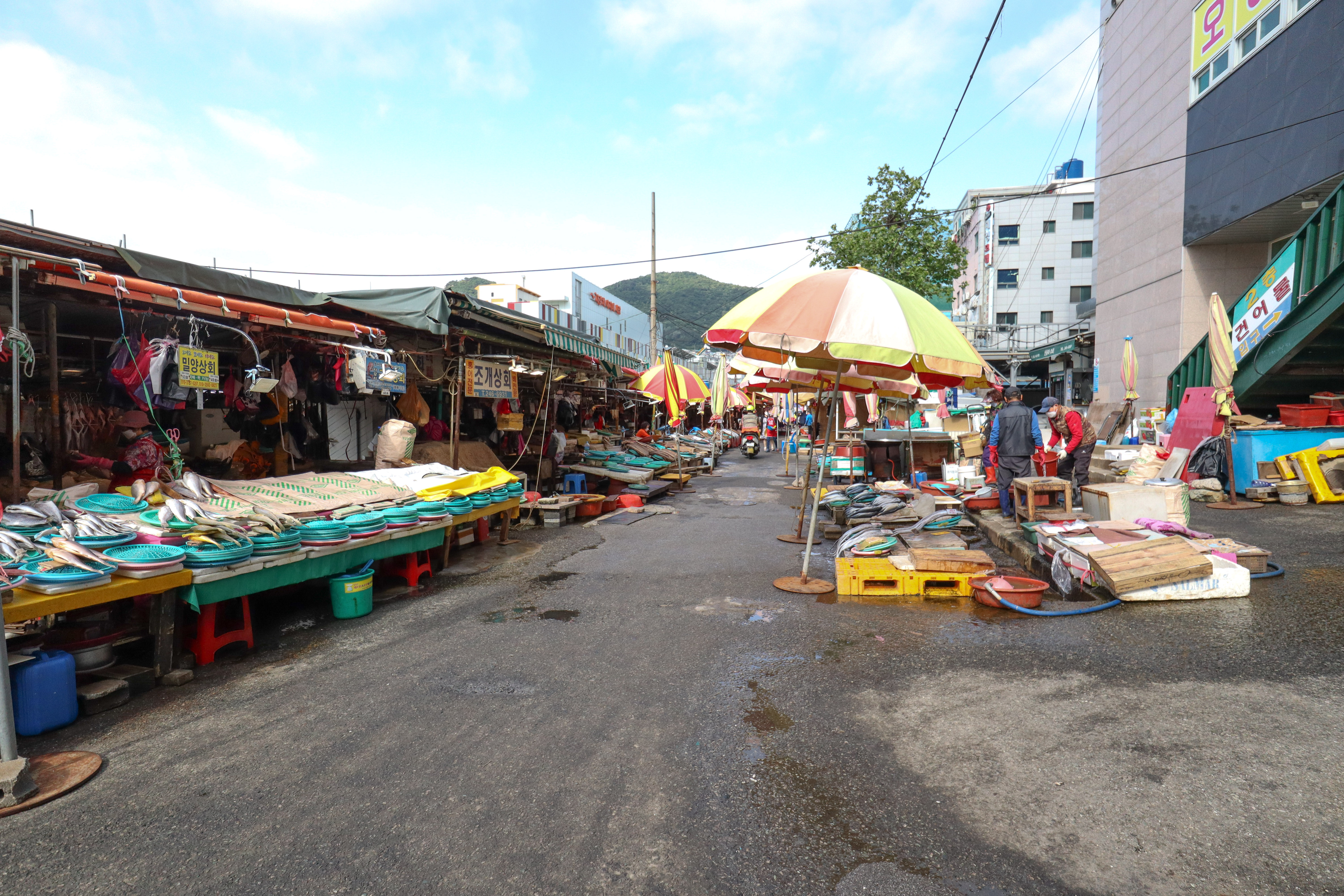
자갈치 재래시장
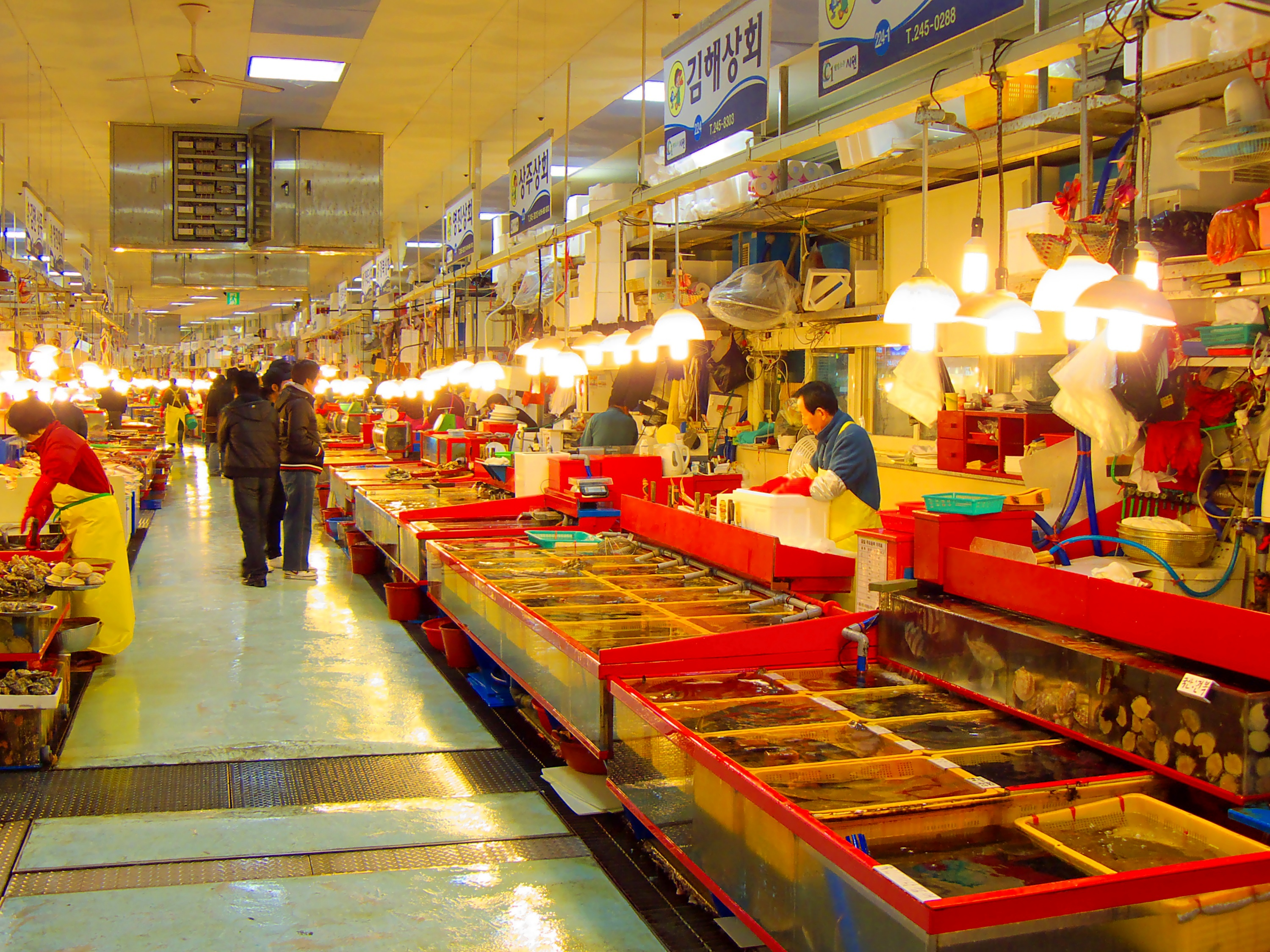
자갈치시장의 생선 코너

## 대중문화
- KBS 《다큐멘터리 3일 - 그래도 봄바람은 분다》(2010년 3월 28일)
- 블랙 팬서 (영화)

## 같이 보기
- 노량진수산시장